# Sariac-Magnoac

Sariac-Magnoac este o comună în departamentul Hautes-Pyrénées din sudul Franței. În 2009 avea o populație de 153 de locuitori.

## Evoluția populației
| An        | 1975 | 1982 | 1990 | 1999 | 2006 | 2009 |
| --------- | ---- | ---- | ---- | ---- | ---- | ---- |
| Populație | 187  | 172  | 150  | 138  | 152  | 153  |